# Mintaka

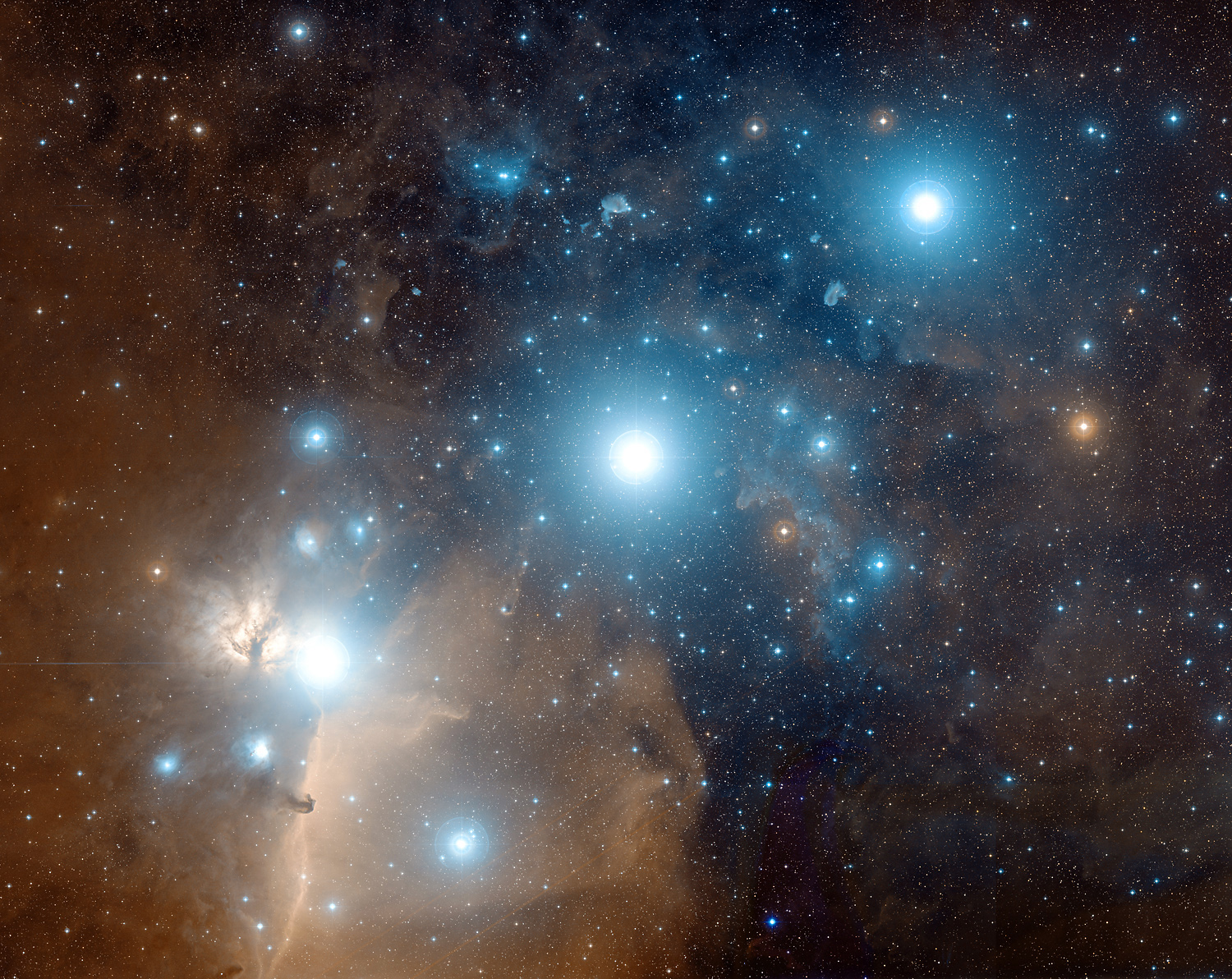
Az Orion-öv, a kép jobb felső sarkában a Mintaka

A Mintaka (más nevén: δ Orionis, Delta Orionis) – az Óriás öve – az Orion csillagkép hetedik legfényesebb, egyben az Orion-öv leghalványabb csillaga; a látszólagos napi mozgást tekintve a három közül az első.

## A rendszer ismertetése
A Galaxis csillagai gyakran bonyolult rendszereket alkotnak: ennek egyik jó példája a δ Ori. A legfényesebb komponens - amit kettőscsillagok esetén főcsillagnak neveznek és A betűvel jelölnek - egy Algol típusú fedési változócsillag, azaz két csillag kering a közös tömegközéppont körül úgy, hogy a pályasík a látóirányunkba esik, így időnként takarják egymást, ami fényváltozást okoz. Keringési periódusa 5,73 nap, látszólagos fényessége 2,12 és 2,23 magnitúdó szélsőértékeket vesz fel.
Ezen két csillag és egy harmadik, 3,76m fényességű tag egy nagyon szoros bináris rendszert alkot, melyet W.D. Heintz fedezett fel 1979-ben: neve HEI 42 Aa, Ab, látszólagos szögtávolsága 0,31" (2006). 2009-ben B.D. Mason és munkatársai számítottak egy feltételezett pályát az addigi mérések alapján, amelyből 201 éves keringési periódus adódik. (A pályát azért nevezik feltételezettnek, mert a pályaívnek csak a tizedrésze ismert, s így a számítás pontatlan.)
A fentebb leírt három csillag alkotja a Mintaka (Delta Orionis) nevű csillagot, amelyet szabad szemmel egyetlen fénypontként látunk.
A kettőscsillagászatban egy rendszerhez tartozónak tekintik mindazokat a csillagokat, amelyek helyzete a főcsillaghoz viszonyítva kerül meghatározásra. A δ Ori esetében a fentieken kívül két további kísérőt mértek. 1877-ben S.W. Burnham fedezett fel egy 14m-s társat 33,8" távolságban: ezt a párt BU 558 AB néven katalogizálták. Egy még távolabbi, de jóval fényesebb (6,85m) kísérő tartozik még a rendszerhez, melyet F.G.W. Struve mért 1822-ben, és mint nyílt párt, csak Appendixébe (katalógusának függeléke) sorolta be 14. számmal; napjaink elsődleges kettőscsillag katalógusában, a WDS-ben STF A 14 AC néven szerepel. További érdekessége, hogy a Christian Mayer által 1779-ben összeállított, 79 csillagot tartalmazó legelső kettőskatalógusban is megtalálható. A C komponens spektroszkopikus kettős, fényessége szabálytalan ingadozást mutat, ezért a feltételezett változók katalógusában az NSV 16332 nevet kapta. Ez a két csillagpár a 20. század elejének legjelentősebb kettős-katalógusában, R.G. Aitken ADS-ében a 4134. sorszámon található. Az AC pár az észlelő amatőrök kedvelt objektuma, a legkisebb távcsövekkel is jól megfigyelhető.

## Érdekessége
Johannes Hartmann német csillagász (1865-1936) 1904-ben fedezte fel a Mintaka mögött lévő, gázból álló csillagközi anyagot.